# Сешеай, Франк
Франсуа (Франк) Сешеай (фр. François (Frank) Séchehaye; 3 ноября 1907, Женева — 13 февраля 1982, Лозанна) — швейцарский футболист, игравший на позиции вратаря, в частности, за клубы «Этуаль Каруж» и «Серветт», а также национальную сборную Швейцарии. По завершении игровой карьеры — тренер.
Обладатель Кубка Франции. Четырехкратный чемпион Швейцарии. Обладатель Кубка Швейцарии (как игрок и как тренер).

## Клубная карьера
В футболе дебютировал в 1923 году выступлениями за команду «Этуаль Каруж», в которой провёл шесть сезонов.
В течение 1929—1931 годов защищал цвета «Клёб Франсе». Своей игрой привлёк внимание представителей тренерского штаба клуба «Серветт», к составу которого присоединился в 1931 году. Отыграл за женевскую команду следующие три сезона своей игровой карьеры. За это время дважды выигрывал титул чемпиона Швейцарии.
Завершил профессиональную игровую карьеру в клубе «Лозанна», за который выступал в течение 1934—1936 годов. За это время добавил в перечень своих трофеев ещё два титула чемпиона Швейцарии.

## Выступления за сборную
В 1927 году дебютировал в официальных матчах в составе национальной сборной Швейцарии. В течение карьеры в национальной команде, продолжавшейся 9 лет, провёл в её форме 37 матчей.
В 1928 году был в составе сборной на Олимпийских играх в Амстердаме, однако на поле в основном составе не выходил. В составе сборной был участником чемпионата мира 1934 года в Италии, где сыграл против сборных Нидерландов (3-2) и Чехословакии (2-3).

## Карьера тренера
Начал тренерскую карьеру, вернувшись в футбол после небольшого перерыва, в 1942 году, возглавив тренерский штаб клуба «Лозанна».
В 1958 стал главным тренером клуба «Серветт», тренировал женевскую команду один год. В течение тренерской карьеры также возглавлял «Сьон». Последним местом тренерской работы был клуб «Лозанна», главным тренером которого Франк Сешеай был с 1961 по 1962 год.
Умер 13 февраля 1982 года на 75-м году жизни в городе Лозанна.

## Титулы и достижения

### Как игрока
- Обладатель Кубка Франции (1):

«Клёб Франсе»: 1930—1931
- Чемпион Швейцарии (4):

«Серветт»: 1932-1933, 1933-1934
«Лозанна»: 1934-1935, 1935-1936
- Обладатель Кубка Швейцарии (1):

«Лозанна»: 1934—1935

### Как тренера
- Обладатель Кубка Швейцарии (1):

«Лозанна»: 1961—1962